# Monte Hua
El monte Hua (en chino tradicional, 華山; en chino simplificado, 华山; literalmente, ‘Monte del Esplendor’), conocido también como Huà Shan (Huà en este caso especial, no Huá), se halla en la provincia de Shănxī, 120 km al este de la ciudad de Xi'ian y cerca de Huayin, en China. Originalmente, estaba formado por tres picos, pero actualmente, este lugar sagrado tiene cinco picos, de los cuales el más alto es el pico Sur, de 2160 m. Es una de las cinco montañas sagradas del taoísmo.
El 29 de noviembre de 2001 el «Área Escénica Hua Shan» fue inscrita en la Lista Indicativa de China del Patrimonio de la Humanidad, en la categoría de bien mixto (n.º. ref 1626). Son 204 km² (148 km² área escénica protegida y 56 km² de zona periférica de protección) en la que hay 323 sitios escénicos naturales principales, 1500 reliquias culturales (conjuntos y piezas), más de 300 piezas de tablas de piedra y unas 570 inscripciones rupestres.

## Geografía

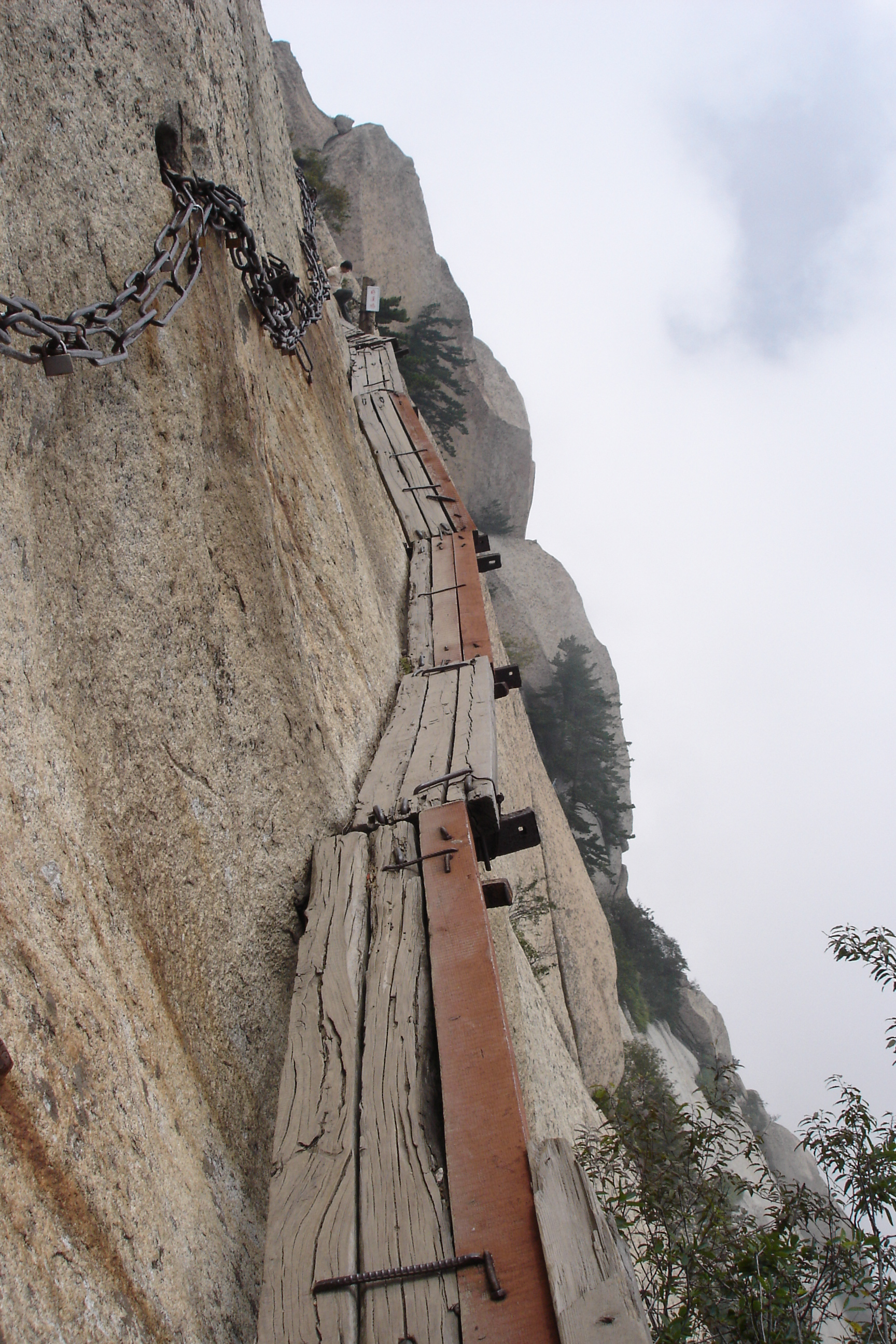
El ascenso al monte Hua es una de las actividades más excitantes del mundo para los amantes del senderismo.

El monte Hua está situado al sudeste de la meseta de Loes, en la cuenca del río Amarillo, al sur del valle del río Wei, en el extremo oriental de las montañas Qinling, al sur de la provincia de Shaanxi.

## Las cimas
Tradicionalmente, sólo la gran meseta al sur del pico Wu Yu Feng (pico de las Cinco Nubes) era llamada Gran Hua Shan, es decir, Gran Monte Hua, literalmente, Gran Montaña de la Flor. Sólo podía accederse a ella a través de la sierra conocida como Can Long Ling (Sierra del Dragón Oscuro), hasta que en los años 1980 se construyó un camino más adecuado y empezaron a nombrarse los picos. Los tres principales, que rodeaban la meseta, eran: el pico Este, el pico Sur y el pico Oeste.
- el pico Este, Dong Feng, consiste en cuatro cimas, la más alta de las cuales tiene 2096,2 m;
- el pico Sur, Nan Feng, consiste en tres cimas. La más alta es Luo Yan Feng, de 2154,9 m;
- el pico Oeste, Xi Feng, sólo tiene una cima. Lian Hua Feng, y tiene 2082,6 m;.

Con el desarrollo de una ruta nueva por la garganta del monte Hua, se identificó el pico Norte, Yun Tai Feng, de 1613 m. Y se le dio el nombre de pico Central a una de las cimas de pico Este, Yu Nue Feng.

## Historia
A principios del siglo II, había un templo taoísta conocido como el Santuario en la base de pico del Oeste. Los taoístas creían que en las montañas vivía un dios del mundo subterráneo, y el templo fue usado en ocasiones por los médiums para contactar con él. En aquella época sólo visitaban la montaña peregrinos locales e imperiales, debido a su inaccesibilidad. También era un lugar de peregrinación para quienes buscaban la inmortalidad o médicos tradicionales que buscaban plantas medicinales cuyo poder residía en pertenecer a este lugar.
Kou Qianzhi (365-448) el fundador del movimiento taoísta conocido como Maestros Celestiales del Norte, continuación del Camino de los Maestros Celestiales, recibió aquí la inspiración. El legendario sabio taoísta Chen Tuan obtuvo aquí la inmortalidad. En la década de 1230, todos los templos de la montaña quedaron bajo la autoridad de la Escuela Quanzhen. En 1998, la Asociación Taoísta de China se hizo cargo de muchos de los templos con la intención de proteger el medio natural, ya que la presencia de monjes disuade a cazadores y leñadores furtivos.

## Templos y rutas de ascenso
La montaña tiene varios templos y otras estructuras religiosas en sus cimas y picos. En su base se encuentra el Claustro de la Fuente de Jade, dedicado a Chen Tuan.
Para ascender al pico Norte hay dos rutas de ascenso. La más popular sigue el cañón del monte Hua, con unos 6 km desde el pueblo de Huashan. Desde el pico Norte, hay una serie de senderos que son la única manera de llegar a los otros picos.